# Hafizi
Los Hafizi eran una rama del Ismailismo Mustaali que creían que el regidor actual del Imperio Fatimí tras el reinado de Al-Amir Bi-Ahkamillah, Al-Hafiz era también el Imam del Tiempo.